# Ebberup
Ebberup is een plaats in de Deense regio Zuid-Denemarken, gemeente Assens. De plaats telt 1214 inwoners (2020).

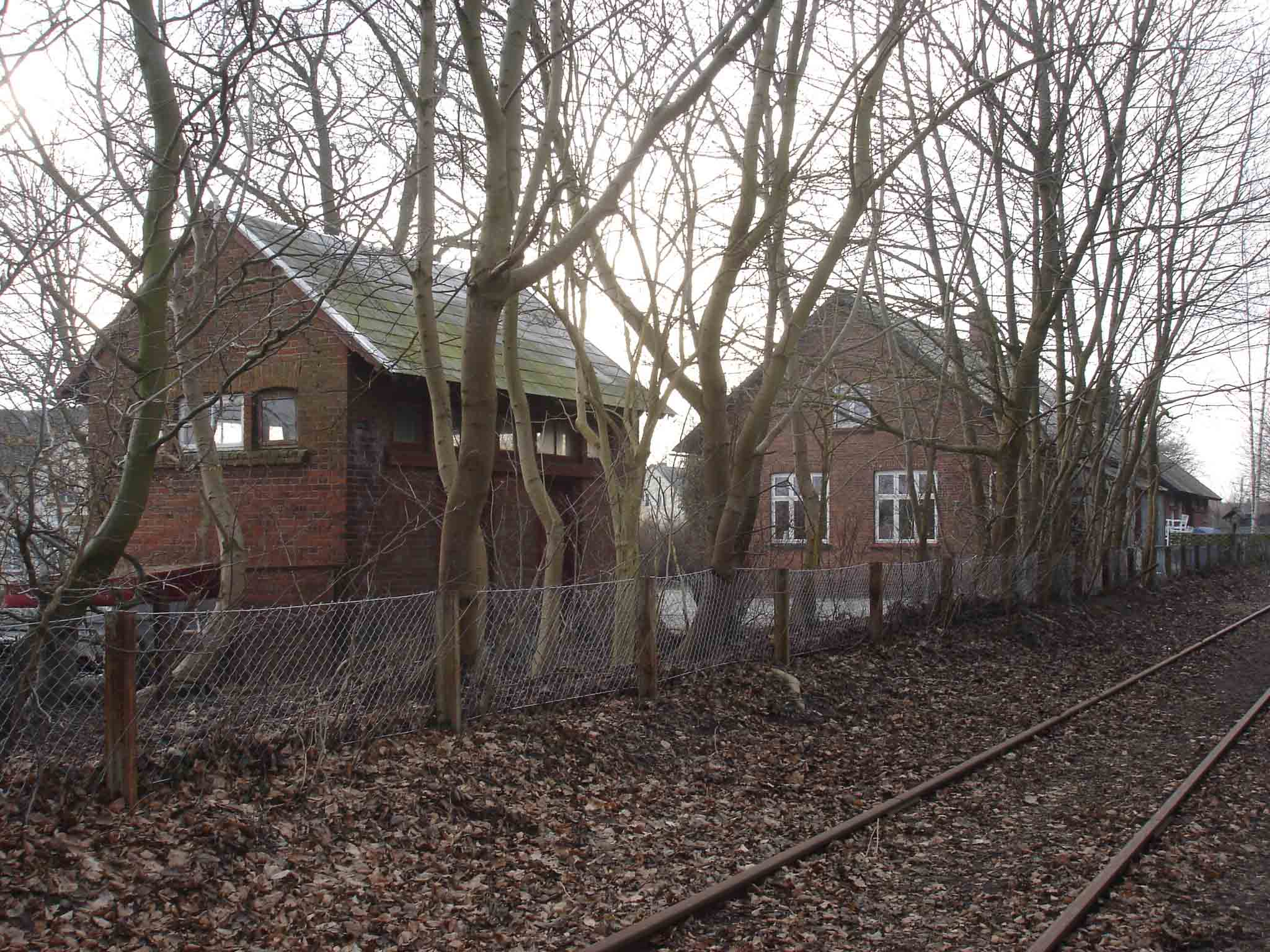
Voormalig station

 Het dorp ligt aan de voormalige spoorlijn Tommerup - Assens. Het stationsgebouw, sinds 1966 buiten gebruik, is nog aanwezig.